# 銀の三角
『銀の三角』（ぎんのさんかく） は、萩尾望都による日本のSF漫画作品。月刊雑誌『SFマガジン』（早川書房）に1980年12月号から1982年6月号まで連載された。単行本は早川書房より全1巻、小学館（プチコミックス「萩尾望都作品集10」）より全1巻、白泉社（白泉社文庫）より全1巻。
未来世界を舞台にしたSF作品。
第14回（1983年）星雲賞コミック部門を受賞。

## 概要
究極に科学が発達した未来世界を舞台に、時間移動能力を持つマーリーとそのクローンが、謎の吟遊詩人ラグトーリンとともに絶滅したはずの銀の三角人を救うため、時空間を往来するハードSF長編。
作者は従来、「少女漫画読者のためのSF」を意識してSFの素人にもわかりやすい作品づくりを心がけていたが、本作品についてはSF専門誌『SFマガジン』に連載ということで少女漫画読者向けという制約を外したため、従来作品には見られないほど複雑にして難解な作品となった。

## 制作の経緯
1979年の秋ごろ、作者は『SFマガジン』から16頁の作品の依頼を受け、本作の第一話「いのりのあさ」のストーリーを用意した。しかし、話が膨らんできたため、かわりに短編「ラーギニー」を編集者に渡し、作者の方から本作の連載を持ちかけた。半年の連載という話であったが、連載は1年半（19回）に及んだ。
制作後、作者は「描き終わってしばらくしたら、すごくミューパントーのことが気になって、どうも、この子のことで、書き残したものがあるらしいので、この話の続きでも同じキャラクターでもないけど、残りをいつか描いてみたいです」と語っているが、実現はされていない。

## あらすじ
3万年前に絶滅した銀の三角人は、金色の虹彩の瞳をもつと言い伝えられている。
中央に所属するマーリーは、歌手エロキュスを探しに辺境の星トメイを訪れる。そのときクーデターが勃発し、傷を負ったエロキュスを助ける。エロキュスから金色の虹彩の瞳の少年と吟遊詩人（ラグトーリン）の幻を見た話を聞く。その後エロキュスは死亡し、中央のコンピュータに記憶が保存される。
マーリーが吟遊詩人ラグトーリンを探すために赤砂地星を訪れたときに、王国に金色の虹彩の瞳をもつ王子が誕生する。王は不吉なので殺すように命ずるが、王子は何度も生き返る。マーリーは王国の西の地へ赴き、4年前にもマーリー自身がラグトーリンを探しに来たと聞かされ驚く。ラグトーリンを殺そうとするが、逆に殺される。
中央では、マーリーのクローン体（マーリー・2）が再生されるが、コンピュータのミスによりマーリーとエロキュスの2人分の記憶が注入されてしまい、マーリー・2は記憶喪失に陥る。不安に過ごすマーリー・2の前にラグトーリンが現れ、赤砂地星へ誘う。マーリー・2は赤砂地星で王子を救おうとし失敗し殺されるが、ラグトーリンにより時間を戻され生き返り、何度も王子の救出に失敗しては殺される。ラグトーリンは15年後の王子の声が時空をゆがめるので、王子の運命を変えてそれを防ぎたいこと、そのためにはマーリーの助けが必要なことを告げる。その後、マーリー・2は王に捕らえられる。
中央では、マーリーのクローン体（マーリー・3）が再生される。

## 登場人物
マーリー
時空移動と予知能力を持ち、「青耳」中央一区の保安機構の一員として、社会の変動指数の抹殺を行っている。本体は「赤砂地」にラグトーリンの暗殺に向かうが返り討ちにあって殺され、記憶と意識はそのクローンであるマーリー・2とマーリー・3に引き継がれる。
ラグトーリン
謎の吟遊詩人。時空の超越者にして天体にさえ影響を及ぼすほどの力を持つ。銀の三角人・パントーの死の運命、ひいてはその死に影響されてしまった世界・宇宙を修正するために様々な方法を施し、マーリー・2とマーリー・3に協力を求める。
リザリゾ
「赤砂地」の国王。登場人物の中では短命な種族に属する。異形で不死の息子であるパントーの存在に、精神をさいなまれ荒（すさ）んでしまう。
パントー
リザリゾ王とその第3王妃の息子。金色の目と、異能力を持つ。幾代もの世代を経た先祖返りとしての銀の三角人の末裔（まつえい）。「赤砂地」の住人としては異形のため不吉とされて、王の命で何度も殺されるが、そのたびに生き返る。身体的には歩くことができず、口もきけずに閉じ込められている。なお、「パントー」は名前ではなく、銀の三角人という意。
エロキュス（エロキュス・ルルゴー・モア）
元オペラの女王。トメイの革命に巻き込まれ死亡するが、事故からマーリーのクローン（マーリー・2）に意識が注入され不完全な形で蘇ることになった。古代地球の吟遊詩人の名前でもある。
チェッカー
マーリーの上司。マーリーの音信不通から死亡したものとしてマーリー・2発動の命を下すが、記憶注入時の事故でエロキュスの意識が混在してしまった上、マーリー・2も「赤砂地」で消息を絶ったため、マーリー・3を稼動させる。
ジェイク
マーリーの友人。チェッカーからマーリーの行動調査を依頼され、エロキュスの死の真相を究明する。巻き込まれた形でマーリー・3と共に時空を超え、ディディンに会う。
ディディン
最後の銀の三角人（ミューパントー）。銀の三角人の絶滅を惜しむ科学者の庇護（ひご）のもとで子孫を遺そうとしている。